# Cámara de Comercio Internacional
La Cámara de Comercio Internacional (CCI) es una organización que se encarga de ofrecer protección a las empresas de los diferentes países del mundo en lo que se refiere a las operaciones comerciales, ya que hoy en día existe mayor interdependencia entre naciones, es decir, lo que sucede en una economía, repercute en las demás.
Esta cámara se creó en el año 1919 en Francia, constituida con personalidad propia y naturaleza jurídica asociativa. Cabe mencionar que la Cámara de Comercio Internacional es la única organización empresarial que tiene el estatus de organismo de consulta ante las Naciones Unidas y sus organismos especializados.

## Historia
La Cámara de Comercio Internacional fue fundada en 1919 para servir a los negocios mundiales mediante la promoción del comercio y la inversión, mercado abierto para bienes y servicios, y el flujo libre de capital. La secretaría internacional de la organización se estableció en París y la Corte Internacional de Arbitraje de la CCI se creó en 1923.
El primer presidente de la CCI fue el Ministro de Finanzas francés Etienne Clémentel del siglo XX.

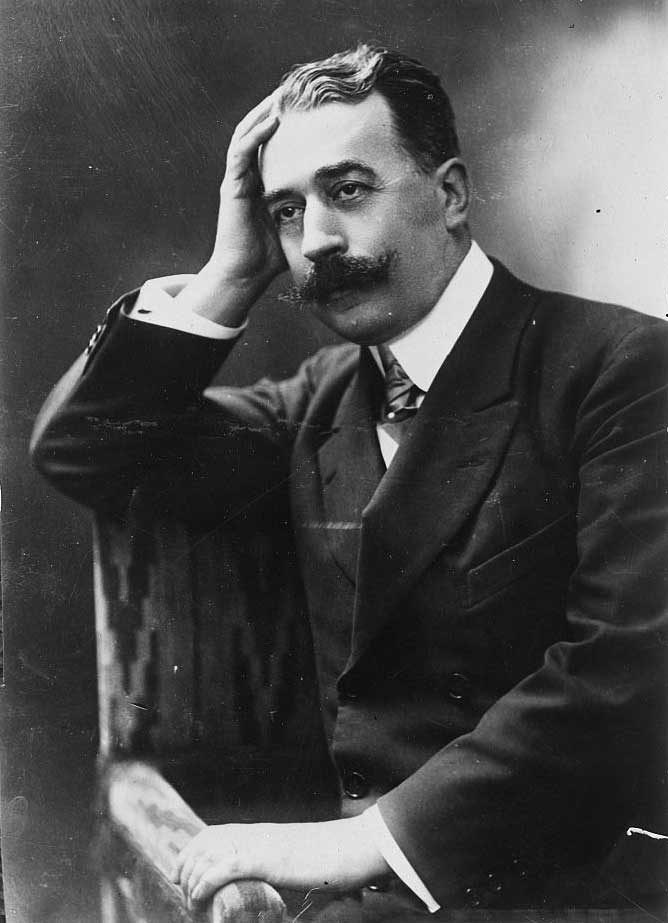
El primer presidente de la Cámara de Comercio Internacional, Étienne Clémentel

## Membresía
Hay dos formas de convertirse en miembro de la entidad:
1. A través de la afiliación a un comité o grupo nacional de la CCI.
2. Por membresía directa con la Secretaría Internacional de la CPI cuando aún no se ha establecido un comité/grupo nacional en el país/territorio.

## Misión
La misión de la CCI es fomentar el comercio y la inversión entre las empresas del mundo en los distintos sectores, así como ayudarlas a enfrentarse a cada uno de los retos y oportunidades que la globalización ofrece. Para lograr esta misión, la CCI cuenta con un amplio grupo de miembros, que son empresas de más de 130 países que realizan operaciones internacionales, así como organizaciones empresariales, entre ellas las Cámaras de Comercio de los diferentes países.
Además, tiene a su cargo diferentes acciones como: 
- Proveer servicios especializados y prácticos para la comunidad empresarial internacional.
- Determinar los puntos de vista de las sociedades, empresas y organizaciones, que se involucran en el comercio internacional.
- Ser portavoz de las empresas ante las instituciones intergubernamentales, gobiernos, y otros organismos importantes.
- Representar a todos los sectores e industrias involucrados.

## Órganos de gobierno

### Consejo Mundial
El órgano supremo de gobierno de la CCI es el Consejo Mundial, formado por representantes de los comités nacionales.[cita requerida] Los delegados son empresarios y no funcionarios.[cita requerida]
El Consejo Mundial elige a los cargos más altos de la CPI, incluido el presidente y el vicepresidente, cada uno de los cuales sirve por un período de tres años. [cita requerida] El presidente, el vicepresidente y el presidente honorario (el expresidente inmediato) proporcionan a la organización liderazgo.

### Junta ejecutiva
La dirección estratégica de CCI la proporciona su junta ejecutiva, compuesta por hasta 30 líderes empresariales y miembros ex officio. Es elegido por el Consejo Mundial por recomendación de la Presidencia. Se reúne tres veces al año, y la junta ejecutiva supervisa el establecimiento de las prioridades estratégicas de la CCI y la implementación de sus políticas.[cita requerida]
| Miembro                                                                                | Periodo     | País                            |
| -------------------------------------------------------------------------------------- | ----------- | ------------------------------- |
| Lama Al Saluaiman                                                                      | 2022 - 2025 | Arabia Saudí                    |
| Holger Bingman                                                                         | 2022 - 2025 | Alemania                        |
| Sheikh Khalifa                                                                         | 2020 - 2026 | Qatar                           |
| Fredrik Cappelen                                                                       | 2019 - 2025 | Suecia                          |
| Mariaenne Coutinho                                                                     | 2021 - 2027 | Brasil                          |
| Justin D´Agostino                                                                      | 2022 - 2025 | Hong Kong                       |
| Rebeca Enonchong                                                                       | 2022 - 2025 | Camerún                         |
| Arancha González                                                                       | 2023 - 2026 | España                          |
| Dario Gallina                                                                          | 2020 - 2026 | Italia                          |
| Candace Johnson                                                                        | 2019 - 2025 | Luxemburgo                      |
| Shinta Widjaja Kamdani                                                                 | 2020 - 2026 | Indonesia                       |
| Zhang Xiaolun                                                                          | 2024 - 2027 | China                           |
| Valentina Mintah                                                                       | 2020 - 2026 | Ghana                           |
| Moulay Hafid Elalamy                                                                   | 2024 - 2027 | Marruecos                       |
| Marcelo Elizondo                                                                       | 2024 - 2027 | Argentina                       |
| Patricia Nzolantima                                                                    | 2023 - 2026 | República Democrática del Congo |
| Marjorie Yang                                                                          | 2022 - 2025 | Hong Kong                       |
| Jitka Haubova                                                                          | 2024 - 2027 | República Checa                 |
| Rifat Hisarcıklıoğlu                                                                   | 2023 - 2026 | Turquía                         |
| Omolara Ololade Akanji                                                                 | 2023 - 2026 | Nigeria                         |
| Cameron McKenzie                                                                       | 2023 - 2026 | Puerto Rico                     |
| Mark Nowitz                                                                            | 2024 -2027  | Sudáfrica                       |
| EX - OFFICIO                                                                           |             |                                 |
| Ilham Kadri Chair, World Busines Council for Sustainable Development (WBCSD)           |             | Francia                         |
| Rifat Hisarcıklıoğlu Chair, Union of Chambers and Commodity Exchanges of Turkey (TOBB) |             | Turquía                         |

### Secretaría Internacional
La Secretaría Internacional de la CCI, con sede en París, es el brazo operativo del ente. Desarrolla y lleva a cabo el programa de trabajo de la CCI, aportando opiniones empresariales a las organizaciones intergubernamentales sobre cuestiones que afectan directamente las operaciones empresariales. El Secretariado Internacional está dirigido por el Secretario General, quien es designado por el Consejo Mundial.

### Comités nacionales
En 92 de las naciones del mundo, los miembros han establecido estructuras formales de la CPI llamadas comités nacionales. En países donde no existe un comité nacional, empresas y organizaciones como cámaras de comercio y asociaciones profesionales pueden convertirse en miembros directos.

### Comité de finanzas
El Comité de Finanzas asesora a la junta ejecutiva sobre todos los asuntos financieros. En nombre del consejo ejecutivo, prepara el presupuesto e informa periódicamente al consejo. Revisa las implicaciones financieras de las actividades de la CCI y supervisa el flujo de ingresos y gastos de la organización.

### Comisiones
Las comisiones se componen por más de 500 expertos en negocios.

## Instituciones especializadas e instrumentos
El principal objetivo de esta cámara es proveer de diversos servicios a las empresas, y para ello se ha encargado de la creación de diversas instituciones que brindan servicios especializados como:
- Servicios de Resolución de Controversias: Es el sistema que más se encarga de la resolución de las disputas comerciales, y dentro de ello se incluye al Tribunal Internacional de Arbitraje; es decir, si surge algún problema referente a las actividades comerciales, los involucrados pueden remitirse a esta Corte para darle una solución eficiente. Los servicios administrados de resolución de disputas de la CCI ayudan a resolver dificultades en los negocios internacionales. El arbitraje CCI es un procedimiento privado que conduce a una decisión vinculante y ejecutable. La Corte Internacional de Arbitraje de la Cámara de Comercio Internacional dirige el arbitraje de la CCI y ha recibido más de 27.000 casos desde su creación en 1923.[3] Durante la última década, la carga de trabajo del tribunal se ha ampliado considerablemente. El número de miembros del tribunal también ha aumentado y cubre 85 países y territorios. Con representantes en América del Norte, América Latina y Central, África, Medio Oriente y Asia, la Corte de la CPI ha aumentado significativamente sus actividades de capacitación en todos los continentes y en los principales idiomas utilizados en el comercio internacional.
  - Los servicios de resolución de disputas de la CPI existen de muchas formas:
    - el arbitraje es un procedimiento de resolución de disputas flexible y eficiente que conduce a decisiones vinculantes y definitivas sujetas a ejecución en todo el mundo.
    - La mediación es una técnica flexible, realizada de forma privada y confidencial, en la que un facilitador neutral ayuda a las partes a buscar una solución negociada a su disputa.
    - Las mesas de disputas son órganos independientes diseñados para ayudar a resolver los desacuerdos que surgen durante el curso de un contrato.
    - La experiencia es una forma de encontrar a la persona adecuada para realizar una evaluación independiente sobre cualquier tema relevante para las operaciones comerciales.
    - DOCDEX proporciona decisiones periciales para la resolución de controversias relacionadas con créditos documentarios, cobranzas y garantías a la vista, incorporando normas bancarias de la CCI.[4]
- El Instituto de Derecho Mercantil Internacional: Se encarga de la formación y el intercambio de conocimientos y experiencia en cuestión de arbitraje y de derecho mercantil internacional; es decir, sirve como una forma de aprendizaje mutuo, en el que se comparte la información de los demás en cuanto al derecho mercantil, de modo que si existen problemas, haya idea de cómo darles solución.
- La Federación Mundial de Cámaras: Es la red mundial más grande de cámaras de comercio, y se encarga de administrar el sistema del cuaderno ATA —documento aduanal que facilita la admisión temporal de mercancías—, se puede decir que es el resultado de varios acuerdos mundiales para la liberación de algunos impuestos y demás restricciones arancelarias.
- Servicios de Prevención de Delitos Comerciales: Su función es la prevención de los delitos contra las empresas; es decir, la lucha contra la piratería, el fraude financiero, y las falsificaciones, entre otros.

Desde su fundación, la CCI ha creado instrumentos que facilitan el comercio y las inversiones internacionales; como son la Corte Internacional de Arbitraje y los Incoterms, que vienen a ser la recopilación y actualización de cláusulas comerciales internacionales, y la elaboración de reglas y códigos de conducta empresariales que facilitan el intercambio.
Además cuenta con su propia editorial, donde se localiza información diversa que facilita a las empresas para allegarse de herramientas que no son fáciles de conseguir por otros medios.

## Políticas de desarrollo
La CCI defiende la globalización desde el enfoque del beneficio al empresario, y para ello se encarga del desarrollo de políticas en los siguientes ámbitos:
- Anticorrupción
- Arbitraje
- Banca
- Derecho mercantil y práctica
- Competencia
- Responsabilidad corporativa
- Regulaciones de intercambio comercial
- Negocio electrónico, TI, y telecomunicaciones
- Política Económica
- Energía y ambiente
- Servicios financieros y de seguros
- Propiedad Intelectual
- Mercadotecnia y publicidad
- Impuestos
- Políticas de intercambio e inversión
- Transporte internacional y logística

## Fundación de Investigación CCI
La Fundación de Investigación CCI fue establecida en 2010 por la CCI para encargar una investigación independiente que contribuya al conocimiento, la educación y el debate públicos sobre los beneficios del comercio y la inversión mundiales. Los proyectos de investigación financiados por la fundación y realizados por destacados investigadores y organizaciones internacionales contribuyen a los siguientes objetivos:
- Demostrar cómo el empleo y el crecimiento se derivan de una expansión del comercio y la inversión internacionales.
- Establecer que un enfoque multilateral es particularmente beneficioso para ese fin
- Documentar cómo el proteccionismo va en contra del interés público al erosionar el empleo, el crecimiento sostenible y la economía de mercado
- Promover una comprensión más profunda por parte de los formuladores de políticas, los medios de comunicación y el público en general sobre los beneficios del comercio y la inversión mundiales.

La Fundación de Investigación está gobernada por un consejo de administración, que incluye a Cherie Nursalim y Gerard Worms.

## LA CCI en el mundo
La CCI cuenta con diferentes sedes alrededor del mundo, siendo Francia la matriz. Algunas de estas sedes son las de Argentina, Brasil,  Ecuador, Inglaterra, Rusia, Alemania, España, Madagascar, Nigeria, Irán, Australia, China, Nueva Zelanda, México, y los demás países desarrollados y en desarrollo del mundo; básicamente, abarca la totalidad del mundo y poco a poco se va conformando de países menos desarrollados de los cuales, los empresarios desean tener apoyo para crecer.

### Federación Mundial de Cámaras de Comercio
En 1951, la CCI fundó la Federación Mundial de Cámaras (WCF), anteriormente llamada Oficina Internacional de Cámaras de Comercio. FMC es el único foro global que une la red global de más de 12.000 cámaras de comercio e industria. Su objetivo es facilitar el intercambio de mejores prácticas y el desarrollo de nuevos productos y servicios globales para las cámaras de comercio y promueve asociaciones internacionales entre ellas y otras partes interesadas para ayudar a las empresas locales a crecer. La FMC es un organismo apolítico y no gubernamental, entre sus miembros se incluyen cámaras de comercio locales, regionales, nacionales, bilaterales y transnacionales, así como cámaras de comercio de derecho público y de derecho privado.
La FMC fue establecida por la CCI y sus cámaras de comercio miembros tras una resolución al final del Congreso Mundial de Cámaras de Comercio (Roma 1950).[cita requerida] En la reunión inaugural de su comité en París en diciembre de 1950, la FMC fue bautizada como Oficina Internacional de Información de las Cámaras de Comercio. A medida que se expandió y creció en la década de 1960, su nombre pasó a ser Oficina Internacional de las Cámaras de Comercio y en junio de 2001 pasó a ser conocida con su nombre actual.
Con una historia que abarca más de 400 años, hoy existen cámaras de comercio en casi todos los países y comunidades empresariales del mundo. Las cámaras de comercio e industria se pueden definir como:
- Organizaciones multisectoriales que aceptan miembros sin restricciones sectoriales.
- no persiguen objetivos políticos (es decir, no participan en elecciones ni nominan candidatos para cargos políticos)
- actuar como voz de la comunidad empresarial (es decir, defender las empresas y promover legislación que sea beneficiosa para las empresas)
- Facilitar el papel de las cámaras de comercio como agencias de apoyo a las empresas locales.
- gestionar la cadena de garantía internacional de los cuadernos ATA, documento aduanero que permite la importación temporal de mercancías libres de impuestos y aranceles
- mejorar la capacidad de las cámaras de comercio para emitir certificados de origen, incluida la gestión de una cadena internacional de CO

La FMC también organiza cada dos años el Congreso Mundial de Cámaras. El Congreso es el único foro internacional para que los líderes y profesionales de las cámaras de comercio compartan mejores prácticas, intercambien ideas, desarrollen redes, aborden los últimos problemas comerciales que afectan a sus comunidades y aprendan sobre nuevas áreas de innovación de las cámaras de todo el mundo.
Durante el Congreso, FMC también anuncia los ganadores del World Chambers Competition, el único programa de premios global que reconoce los proyectos más innovadores emprendidos por las cámaras de comercio e industria de todo el mundo.

## Políticas y prácticas comerciales
Las políticas, reglas y estándares de la CPI son preparados por órganos de trabajo especializados. El procedimiento normal requiere que las declaraciones de política sean adoptadas primero por una comisión, en consulta con los comités nacionales, y luego aprobadas por la junta ejecutiva, antes de que puedan ser consideradas posiciones oficiales y públicas de la CPI.
Las comisiones examinan las principales cuestiones políticas de interés para las empresas mundiales. Cada comité o grupo nacional (CN) puede nombrar delegados para que lo representen en las reuniones. Los funcionarios son nombrados por el presidente y el secretario general en consulta con los CN. Normalmente las reuniones de las comisiones se celebran dos veces al año.
Los grupos de trabajo se constituyen en el marco de las distintas comisiones por un período limitado para llevar a cabo proyectos específicos e informar a su comisión matriz. Algunos grupos de trabajo pueden incluir representantes de más de una comisión.

## Código de Prácticas de Comunicación de Publicidad y Marketing
En septiembre de 2011, la Cámara de Comercio Internacional presentó el Código ICC consolidado recientemente revisado de Prácticas de Publicidad y Comunicación de Marketing, junto con un sitio web exclusivo, www.codescentre.com, para guiar a los profesionales de la publicidad y la mercadotecnia de todo el mundo. Este Código establece normas y directrices éticas para las empresas que utilizan la tecnología, las herramientas y las técnicas que cambian rápidamente en la actualidad para comercializar productos y servicios. Desarrollado por expertos de todos los sectores de la industria y de todas las regiones del mundo, el propósito del código es proteger a los consumidores estableciendo directrices para un mercadeo responsable.
El Código está estructurado en dos secciones principales: Disposiciones Generales y Capítulos. La sección de Disposiciones Generales contiene principios fundamentales y otros conceptos amplios que se aplican a todo el marketing en todos los medios. Los capítulos del código son detallados y se aplican a áreas del mercadeo específicas, que incluyen: promoción de ventas, patrocinio, marketing directo, medios digitales y declaraciones de marketing medioambiental.

## Publicaciones de la CCI
ICC Publications (Publicaciones CCI) publica las obras de la Cámara de Comercio Internacional. Las publicaciones de la CCI, algunas gratuitas y otras en venta, se dividen principalmente en tres partes:
- normas y directrices de la CCI;
- Observaciones prácticas;
- Obras de referencia.

El contenido de estas publicaciones es el resultado del trabajo de las Comisiones de la CPI, pero también de la colaboración con instituciones internacionales y expertos individuales.
Los destinatarios son principalmente bancos, empresarios, gestores de exportaciones, estudiantes, juristas, árbitros y consultores en materia de exportación, financiación del comercio y métodos alternativos de resolución de disputas (MARC) en el ámbito comercial. Algunas publicaciones están traducidas a más de 30 idiomas.